# Jenna Behrends
Jenna Behrends (* 1990 in Ostercappeln) ist eine deutsche ehemalige Politikerin (CDU). Sie war von Ende Oktober 2016 bis Anfang November 2021 Mitglied der Bezirksverordnetenversammlung des Berliner Bezirks Mitte.

## Leben
Behrends wuchs im Raum Osnabrück in Niedersachsen auf. Als Austauschschülerin ging sie ein Jahr nach Costa Rica. Die Konrad-Adenauer-Stiftung förderte ihr nach dem Abitur in Heidelberg, Kopenhagen und Berlin absolviertes Jurastudium. Neben dem Studium absolvierte sie eine journalistische Ausbildung im Rahmen der Nachwuchsförderung der Stiftung (u. a. mit Stationen bei der Welt, der Deutschen Presseagentur und dem Focus Hauptstadtbüro) und arbeitete als studentische Hilfskraft bei einem CDU-Abgeordneten.
Behrends ist Mutter zweier Kinder (* 2013, * 2019).

## Politik
Behrends ist seit 2015 Mitglied der CDU. Bei den Wahlen 2016 wurde sie in die Bezirksverordnetenversammlung Mitte von Berlin gewählt. Dort war sie Mitglied in den Ausschüssen „Eingaben und Beschwerden“ sowie „Bürgerdienste und Wohnen“.
Nach den Wahlen 2021 schied sie wieder aus der Bezirksverordnetenversammlung aus.

### Sexismus-Kontroverse
Im Jahr 2016 veröffentlichte Behrends in dem feministischen Online-Magazin Edition F einen offenen Brief mit Sexismus-Vorwürfen gegen ihre Partei. Der damalige Innensenator und Spitzenkandidat der Berliner CDU, Frank Henkel, habe sie als „große süße Maus“ bezeichnet, nachdem er ihre Tochter zuerst mit den Worten „kleine süße Maus“ begrüßt habe. Henkel dementierte die Äußerungen nicht, zeigte sich hingegen enttäuscht über Inhalt und Stil des Briefs. Am 17. Oktober 2016 entschuldigte sich Henkel während der Bezirksverordnetenversammlung Mitte der CDU-Fraktion vor Parteifreunden bei Jenna Behrends. Er habe die Anrede „große süße Maus“ nicht belästigend gemeint, sondern nett.
Es gab kontroverse Veröffentlichungen in der deutschen Presse. Insbesondere hieß es, Behrends habe eine neuerliche Debatte über Sexismus in der Politik angestoßen.

### Familienpolitik
Anlässlich des Erscheinens ihres Buches Rabenvater Staat wurde sie Ende Februar 2019 von Bento und Anfang März 2019 von der Berliner Zeitung und Edition F interviewt. im Deutschlandfunk Kultur äußerte sich Jenna Behrends im Mai 2021 im Gespräch mit Nicole Dittmer ebenfalls zum Thema Familienpolitik.

## Veröffentlichungen
- Rabenvater Staat: Warum unsere Familienpolitik einen Neustart braucht. dtv, München 2019, ISBN 978-3-423-28159-1.